# Automeris adelon
Automeris adelon é uma espécie de mariposa do gênero Automeris, da família Saturniidae.
A espécie foi localizada no México, por Hoffmann em 1942.